# یک فیلم
یک فیلم (به انگلیسی: A Movie) فیلم کلاژ تجربی و ۱۲ دقیقه‌ای به کارگردانی بروس کانر است.